# Фонтене-ле-Пенель
Фонтене́-ле-Пене́ль (фр. Fontenay-le-Pesnel) — коммуна во Франции, находится в регионе Нижняя Нормандия. Департамент коммуны — Кальвадос. Входит в состав кантона Тийи-сюр-Сёль. Округ коммуны — Кан.
Код INSEE коммуны — 14278.

## Население
Население коммуны на 2010 год составляло 950 человек.
| 1962 | 1968 | 1975 | 1982 | 1990 | 1999 | 2010 |
| ---- | ---- | ---- | ---- | ---- | ---- | ---- |
| 462  | 475  | 449  | 828  | 902  | 938  | 950  |

## Экономика
В 2010 году среди 636 человек трудоспособного возраста (15—64 лет) 469 были экономически активными, 167 — неактивными (показатель активности — 73,7 %, в 1999 году было 73,3 %). Из 469 активных жителей работали 432 человека (223 мужчины и 209 женщин), безработных было 37 (19 мужчин и 18 женщин). Среди 167 неактивных 56 человек были учениками или студентами, 79 — пенсионерами, 32 были неактивными по другим причинам.